# Muntz Car

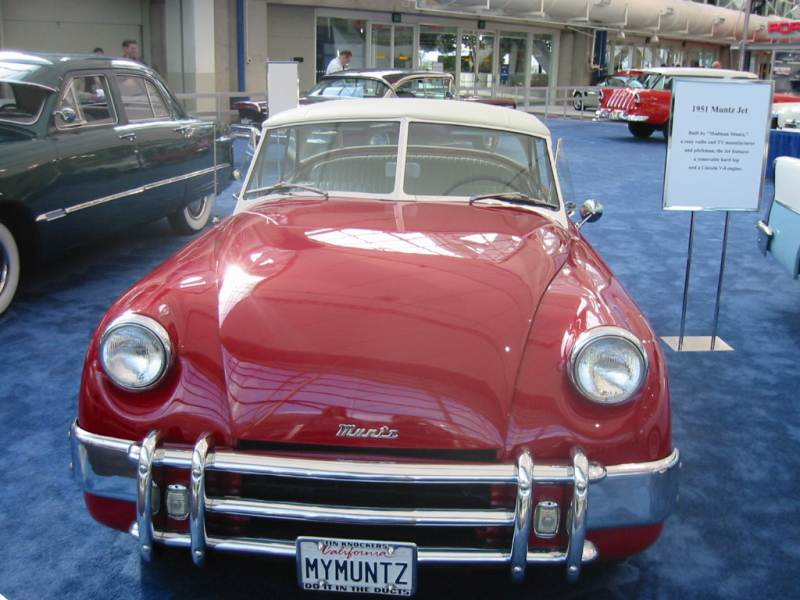
Muntz Jet in "Mars Red"

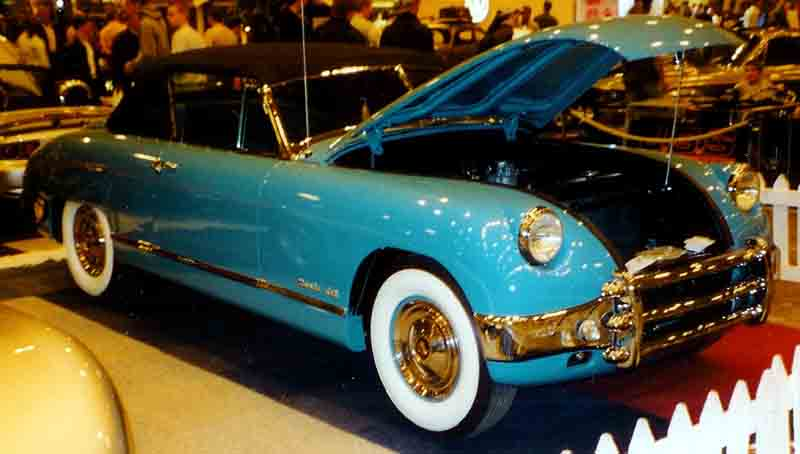
Muntz Jet in "Stratosphere Blue"

Die Muntz Car Company war ein US-amerikanisches Unternehmen.

## Beschreibung
Das Unternehmen wurde in den frühen 1950er Jahren in Glendale, Kalifornien, von Earl „Madman“ Muntz gegründet, einem Elektronik- und Gebrauchtwagenhändler. Ihm assistierte Frank Kurtis, der zuvor unter der Marke Kurtis Kraft einen Sportwagen zu schaffen versucht hatte (den Kurtis Kraft Sport, der sich bis 1950 gerade mal 36fach verkaufen ließ).
1949 übernahm der Geschäftsmann Earl Muntz dessen Anlagen und das Sportwagenprojekt. Die Karosserie des Muntz Jet war aus Kunststoff und wurde von einem 5,4-Liter-Cadillac-V8-Motor angetrieben.
Bereits 1950 zog Muntz nach Evanston, Illinois, um die Produktion ausdehnen zu können. Hier bekam der Wagen eine Stahlblechkarosserie sowie Aggregate und einen Motor von Lincoln. Auch das automatische Hydramatic-Dual-Range-Getriebe kaufte Muntz ebenso wie Lincoln von General Motors. Der Muntz Jet wurde von 1951 bis 1954 gebaut.
1951 verkaufte Kurtis die Lizenz zur Herstellung der Wagen an Muntz, der sie schnell mit neuen Emblemen als "Muntz Jet" versah und die Karosserie vergrößerte, damit der Wagen ein Viersitzer wurde, und die Ford-Motorisierung gegen einen größeren V8 von Cadillac ersetzte. Später wurde diese von General Motors gelieferte Maschine gegen eine weniger teuer gebaute Seitenventiler-Maschine (flacher Zylinderkopf) von Lincoln (wieder aus dem Ford-Konzern) ersetzt.
Der Wagen, ein Sportcoupé, wurde in Evanston gefertigt. Er verkörperte ein eigenständiges Design mit Aluminium-Blechen und einem abnehmbaren Fiberglasdach, das man im eigenen Haus produzierte. Andere Teile, wie die Motoren, beschaffte man von anderen Herstellern. Der Wagen fuhr über 185 km/h (112 mph), ein markanter Wert für einen straßenzugelassenen Wagen jener Zeit. Er wurde auf der Titelseite der Ausgabe September 1951 der Zeitschrift „Popular Science“ vorgestellt, zusammen mit einem Jaguar und einem MG.
Die Gesellschaft produzierte lediglich ca. 400 Wagen von 1951 bis 1954, und aufgrund der hohen Fertigungskosten schätzte Muntz selbst ein, dass er mit jedem produzierten Auto 1000 Dollar verliere. Dieser finanzielle Aderlass bewirkte, dass er das Unternehmen schloss.
Weil die Wagen in ihrem Design außergewöhnlich waren, sorgfältig gebaut und von ungewöhnlicher Leistungsstärke, sind heutzutage die Muntz Jets selten und wertvolle Sammlerstücke geworden.